# Roques Pastores
Les Roques Pastores és una muntanya de 825 metres que es troba al municipi de Viladrau, a la comarca d'Osona.